# Patel·logastròpodes
Els patel·logastròpodes (Patellogastroda) són una subclasse de mol·luscs gastròpodes, que inclou les populars pagellides.

## Taxonomia
La subclasse inclou 400 espècies en 10 famílies:
Superfamília Lottioidea Gray, 1840
- Família Acmaeidae Forbes, 1850
- Família Damilinidae Horný, 1961 †
- Família Eoacmaeidae T. Nakano & Ozawa, 2007
- Família Lepetidae Gray, 1850
- Família Lepetopsidae McLean, 1990 †
- Família Lottiidae Gray, 1840
- Família Neolepetopsidae McLean, 1990
- Família Pectinodontidae Pilsbry, 1891

Superfamília Patelloidea Rafinesque, 1815
- Família Nacellidae Thiele, 1891
- Família Patellidae Rafinesque, 1815